# أيوب (فلم)
أيوب فيلم مصري من إنتاج عام 1983 من إخراج هاني لاشين عن قصة للأديب العالمي نجيب محفوظ وسيناريو وحوار محسن زايد، من بطولة: عمر الشريف و محمود المليجي و فؤاد المهندس و مديحة يسري.

## قصة الفيلم
تدور أحداث الفيلم حول رجل الأعمال الناجح عبد الحميد السكري ( عمر الشريف ) الذي يتنافس مع رجل الأعمال الشرير فاضل ( محمود المليجي ) ويصاب عبد الحميد السكري بالشلل ويبدأ في تذكر رحلته منذ شبابه فيتذكر صديق الدراسة جلال ( فؤاد المهندس ) ويتصل به ليجلسا معاً يتسامران ويتذكران أيام الشباب وينصحه جلال بكتابة مذكراته فيشرع عبد الحميد السكري في كتابة مذكراته وهنا تتطور الأحداث بسبب رفض زوجته وإبنه لتلك المذكرات التي ستجلب لهم المتاعب بسبب الشخصيات الوارد ذكرها فيها ومنهم فاضل.

## بطولة
- عمر الشريف ( عبد الحميد السكري)
- محمود المليجي (فاضل)
- فؤاد المهندس ( جلال)
- مديحة يسرى
- مصطفى فهمي
- آثار الحكيم
- إبراهيم الشامي
- ليلى فهمي
- أسامة عباس
- حافظ أمين

## حول الفيلم
- الفيلم كان عودة للنجم العالمي عمر الشريف إلى السينما المصرية بعد غياب ما يقارب عقدين من الزمان
- توفي الفنان الكبير محمود المليجي أثناء تصوير الفيلم

## وصلات خارجية
- مقالات تستعمل روابط فنية بلا صلة مع ويكي بيانات